# ヘイガーズタウン (メリーランド州)

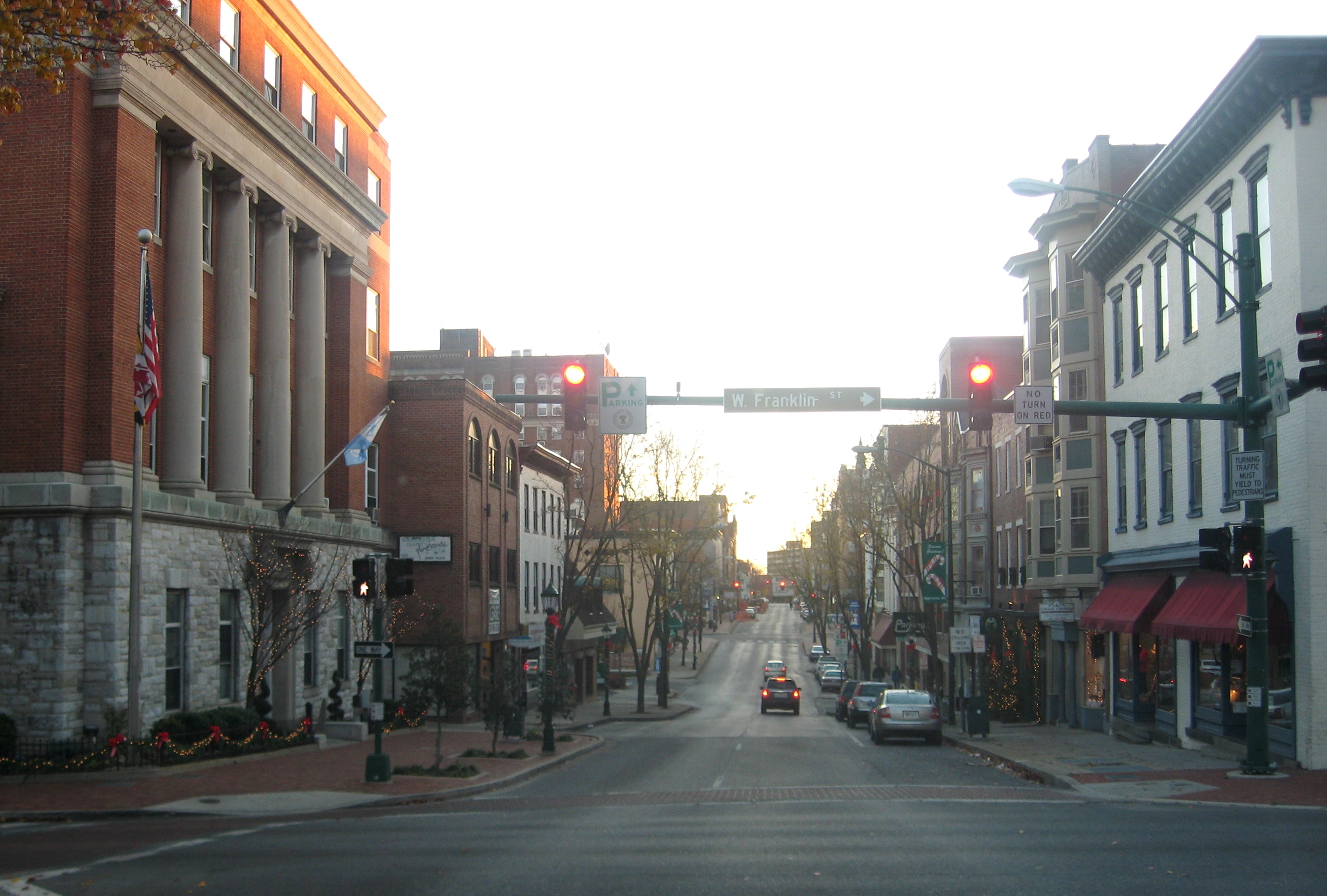
ダウンタウン

ヘイガーズタウン（Hagerstown）は、アメリカ合衆国メリーランド州の都市。ワシントン郡の郡庁所在地である。人口は4万3527人（2020年）。ワシントン・ボルチモア・北バージニア広域都市圏のへりにある都市である。

## 地理

ワシントン郡内の位置（右）

ヘイガーズタウンは、北緯39度37分24秒 西経77度44分12秒 / 北緯39.62333度 西経77.73667度に位置している。
アメリカ合衆国統計局によると、この都市は総面積27.6 km2 (10.7 mi2) である。このうち27.6 km2 (10.7 mi2) が陸地で0.09%が水地域となっている。

## 交通
- 州間高速道路70号線と州間高速道路81号線のジャンクションがある。
- 郊外にヘイガーズタウン市営空港（w:Hagerstown Regional Airport）がある。

## 人口動静
2000年国勢調査で、この都市は人口36,687人、15,849世帯、及び9,081家族が暮らしている。人口密度は1,328.8/km² (3,441.5/mi²) である。619.0/km² (1,603.1/mi²) の平均的な密度に17,089軒の住宅が建っている。この都市の人種的な構成は白人85.95%、アフリカン・アメリカン10.15%、ネイティブ・アメリカン0.25%、アジア0.96%、太平洋諸島系0.04%、その他の人種0.83%、及び混血1.83%である。人口の1.77%はヒスパニックまたはラテン系である。
この郡の世帯ごとの平均的な収入は30,796 USドルであり、家族ごとの平均的な収入は38,149 USドルである。男性は31,200 USドルに対して女性は22,549 USドルの平均的な収入がある。この郡の一人当たりの収入 (per capita income) は17,153 USドルである。人口の18.1%及び家族の15.1%の収入は貧困線以下である。全人口のうち18歳未満の27.0%及び65歳以上の13.7%は貧困線以下の生活を送っている。

## 姉妹都市
- Wesel、ドイツ 1952年